# 鈴木あづさ
鈴木 あづさ（すずき あづさ、1974年8月15日 - ）は 日本テレビ放送網報道局記者。水野 梓（みずの あづさ）のペンネームで作家としても活動する。

## 来歴
東京都出身。早稲田大学在学中にアメリカ合衆国に留学し、オレゴン大学のジャーナリズム学部を卒業。帰国後、早稲田大学第一文学部を卒業。1999年に日本テレビ放送網に入社、報道局に配属。2021年に小説『蝶の眠る場所』で小説家デビュー。

## 経歴
報道局社会部では 警視庁や皇室等を取材。原子力・社会部デスクを経て、NNN北京支局(現在のNNN中国総局)に異動。中国特派員を経て日本に帰国。帰国後は『NNNドキュメント』のディレクター・プロデューサー、『news every』のデスクを担当。
その後 読売新聞社に出向。編集委員として、医療や社会保障、教育を担当。出向契約解除後は 報道局経済部に異動。デスクの傍ら財務省と内閣府を中心に取材を担当。
2020年3月30日より『深層NEWS』キャスターに右松健太と共に就任。金曜日担当。
2023年にはロンドン特派員として活動予定。
2023年10月中旬から、イスラエル・テルアビブから記者中継。

## 作品
- 『蝶の眠る場所』（ポプラ社）
- 『名もなき子』（ポプラ社）
- 『彼女たちのいる風景』(講談社)